# Athanasio Celia
Athanasio Celia (tudi Athanasios ali Athanassios Celia) je slikar,  avtor in umetnosti strokovnjak. Bil je ustanovitelj "Verticalismus".

## Publikacije
- "Ω - ο Λόγος", ki jo je objavila EPOS 2006, grški , ISBN 9789609225304 (izvirna različica)
  - "Der Logos - Der Gottes Beweis", ki jo je objavila Traugott Bautz Verlag 2015, nemški,  ISBN 978-3-88309-968-2  (prevod)
- Predgovor za Diodora Doreta Peppa:"The Notebook of Vincent", Concept Maniax Publications / Epos Editions 2008, angleščina, ISBN 978-9609806121
- "God's letters", ki jo je objavila Athanasios Seliachas 2018, angleščina, ISBN 978-9609225311